# Uladzislau Hancharou
Uladzislau Hancharou (en biélorusse, Уладзіслаў Алегавіч Ганчароў, en russe Vladislav Goncharov, né le 2 décembre 1995 à Vitebsk) est un gymnaste biélorusse spécialiste du trampoline.
Lors des Jeux olympiques de 2016, il remporte la médaille d'or du trampoline.

## Palmarès

### Jeux olympiques
- Rio de Janeiro 2016
  -  Médaille d'or en individuel.

### Championnats du monde
- Tokyo 2019
  -  médaille d'or en individuel.
  -  médaille d'argent en synchronisé.

### Championnats d'Europe
- Sotchi 2021
  -  médaille d'or par équipe.
  -  médaille d'or en synchronisé.
  -  médaille d'argent en individuel.